# Scythen

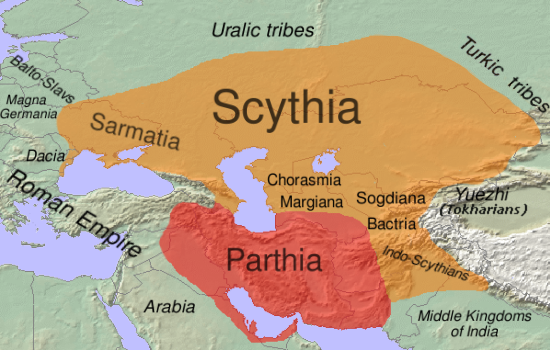
Gebied van de Scythen 100 v.Chr.

De Scythen of Skythen (Oudgrieks: Σκύθαι, Skuthai; Latijn: Scythae) waren Iraanse ruiterstammen die tussen de 7e eeuw v.Chr. en de 4e eeuw n. Chr. grote gebieden in de Euraziatische steppe bewoonden. 
In algemene zin benoemt men als "Scythisch" een mozaïek aan volkeren en culturen in de steppezone, in verschillende perioden en onder verschillende namen bekend, maar met een verwante "Scytho-Siberische cultuur". Hun verschijnen viel samen met de opkomst van een semi-nomadische ruitercultuur van de Karpaten tot in Mongolië tijdens het 1e millennium v.Chr. Ondanks duidelijke plaatselijke verschillen zijn de overeenkomsten groot en verspreidden culturele innovaties zich snel over het gebied. 
Onder deze "Scythen in ruimere zin" vallen historisch bekende volkeren als de Sarmaten, Massageten en Saken. De antieke bronnen maken echter vaak geen duidelijk onderscheid. Hun grondgebied was bij de klassieke Griekse bronnen bekend als 'Scythië', waarbij men onderscheid maakte tussen Scythia intra Imaum en Scythia extra Imaum, resp. ten westen en ten oosten van de Imaus, dat wil zeggen de Pamir-Tiensjan-keten.
Meer specifiek worden met Scythen de 'Koninklijke' of 'Pontische Scythen', bekend bij de oude Griekse historici, bedoeld. Deze leefden in de Pontisch-Kaspische Steppe ten noorden van de Zwarte Zee en de voor-Kaukasus regio. Later werden deze Pontische Scythen door de verwante Sarmaten verdreven.

## Oorsprong en vroege ontwikkeling

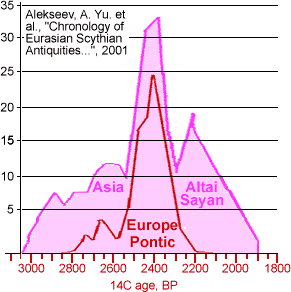
Tijdlijn Scythische kurgans in Azië en Europa (Per Fig.6 van Alekseev, A. Yu. et al., "Chronology of Eurasian Scythian Antiquities")

Naar recent onderzoek kan de Scythische geschiedenis worden onderverdeeld in drie perioden:
1. Pre-Scythisch en begin-Scythisch tijdperk (9e - midden 7e eeuw v.Chr.)
2. Vroeg-Scythische tijdperk (7e - 6e eeuw v.Chr.)
3. Klassiek-Scythisch tijdperk (5e - 4e eeuw v.Chr.)

### Pre-Scythische periode
De tot nu toe vroegst bekende pre-Scythische culturen heeft men gevonden in de Russische deelrepubliek Toeva. In het zogenaamde Dal der Koningen in de Westelijke Sajan bevinden zich de grafheuvels van Arzjan, die men rekent tot de pre-Scythische Oejoekcultuur. Deze is ontstaan op basis van de noordoostelijke uitlopers van het Andronovocomplex en de Karasoekcultuur.
In het Europese deel van de steppe wordt de pre-Scythische periode vertegenwoordigd door de vondsten van Novotsjerkassk (steppezone van de noordelijke Zwarte Zee-noordelijke Kaukasus, 10e - begin 7e eeuw v.Chr.) en de Tsjernogorovskcultuur (9e tot midden-8e eeuw v.Chr.). Deze vondsten worden geassocieerd met de historische Cimmeriërs.

### Vroeg-Scythische periode
Dit tijdperk wordt in Centraal-Azië vertegenwoordigd door de zogenaamde Aldy-Belcultuur (8e-6e eeuw v.Chr.). De belangrijkste Europese vroeg-Scythische vondsten zijn die van Kelermess in de noordwestelijke Kaukasus (Kraj Krasnodar) uit 660–620 v.Chr. en de Novozavedennoje-grafheuvels in de Kraj Stavropol uit 650–590 v.Chr.

### Klassieke Scythische periode
De belangrijkste monumenten van de klassieke periode in het oosten zijn de beroemde grafheuvels van Pazyryk in de Altaj, gedateerd vanaf 455 v.Chr. en bekend van door permafrost bewaarde graven. In de Minoesinskdepressie vindt men de verwante Tagarcultuur.
In het Zevenstromenland en omgeving ontwikkelde zich de Esik-Bes-Shatircultuur, waaruit de historisch bekende Saken voortkwamen.
In Binnen-Mongolië ontstaat de zogenaamde Ordoscultuur.

## Pontische Scythen

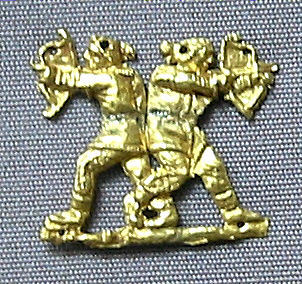
schutters

In de 8e eeuw v.Chr. vielen de Scythen de gebieden ten noorden en oosten van de Zwarte Zee binnen en verdrongen daar de Cimmeriërs.
Tussen 630 en 625 v.Chr. ondernamen de Scythen een inval naar Zuidwest-Azië, waarbij ze tot in Palestina kwamen. Herodotus berichtte hoe Psammetichus I hen met een afkoopsom bewoog terug te keren.  Op de terugweg zouden ze Asjkelon geplunderd en vernietigd hebben.
In 609 vermeldden Babylonische bronnen dat de Scythen het grondgebied van Urartu binnengedrongen waren.
In 608 zijn er meldingen van Scythische nederzettingen aan de bovenloop van de Tigris. De val van Urartu aan het eind van de 7e eeuw v.Chr. wordt dan ook aan de Scythen toegeschreven. Deze campagnes werden waarschijnlijk vanuit de regio's Koeban en Ciskaukasië ondernomen. Waarschijnlijk waren ook de Meden en Transkaukasische stammen bij de verovering van Urartu betrokken.
In 612 hielpen de Scythen en Babyloniërs de Meden bij hun verovering van Ninive.
Volgens de Babylonische kronieken veroverden de Scythen in 609 Egypte.
Met het begin van de heerschappij der Meden (612-605 v.Chr.) liep de Scythische invloed in Zuidwest-Azië terug. Volgens Herodotus heersten de Scythen 28 jaar over heel "Azië", van de overwinning van Madyas over Phraortes tot hun nederlaag onder Cyaxares in het jaar 594 v.Chr., die op een banket de Scythische gezanten vermoord zou hebben. Volgens sommige geleerden zou dit voorval echter in de regeerperiode van Astyages plaatsgevonden hebben, in welke periode Madyas, zoon van Protothyas, leider van de Scythen was. Hierna trokken de Scythen zich terug naar het noorden. Sommige onderzoekers verleggen de verhoogde kolonisatie van de noordelijke Zwarte Zeeregio pas in deze tijd.
Van 515-514 v.Chr. ondernam de Perzische koning Darius I de Grote met een sterk leger van meerdere honderdduizenden man een mislukte expeditie tegen de Scythen, wiens oostgrens in die tijd aan de Don lag. Herodotus deed verslag van deze Perzische expeditie.
De Scythische koning Atheas drong in het westen tot de Donau door en trok 339 v.Chr. tegen Philippus II van Macedonië op, waarbij hij sneuvelde. In 331 leidden de Macedoniërs onder Zopyrion een nieuwe oorlog tegen de Scythen. Ze kwamen tot aan Olbia, maar konden de stad niet innemen en werden op de terugtocht verslagen. Hierop vestigden de Scythen zich in Dobroedzja (Scythia Minor).
Alexander de Grote begon 330 vriendschapsonderhandelingen met de Scythen, maar plande volgens Arrianus tevens een campagne voor de verovering van de noordelijke Zwarte Zeeregio en de stichting van een stad aan de Don. De Scythen boden hem een Scythische prinses ten huwelijk aan, hetgeen hij weigerde.
Vanaf de 4e eeuw v.Chr. werden de Scythen steeds meer verdrongen door de Sarmaten.
Op de Krim, rond de door koning Scilurus opgerichte nieuwe hoofdstad Neapolis bij Simferopol, konden de Scythen zich nog tot de 3e eeuw n.Chr. standhouden. 
Scilurus en zijn zoon Palakos slaagden erin delen van het Chersonesische Rijk te annexeren. In de daaropvolgende strijd met Mithridates VI van Pontus (122-63 v.Chr.) verbonden de Scythen zich met koning Tasius van de Roxolani. 
In 110-107 onderwierp Diophantes de Krim onder het koninkrijk Pontus. Er volgde een opstand onder Saumakos, die Diophantes echter kon neerslaan. Een hernieuwde opstand van 89-84 was aanvankelijk succesvol. In 80 v.Chr. versloeg Neoptolemus echter de Scythische vloot en bezette Olbia en Tyras.
Uiteindelijk werden de laatste Scythen op de Krim in de tweede helft van de 3e eeuw AD door de Goten verslagen.

## Scythische kunst
De Scythen begroeven hun koningen in koergans. Dit zijn koningsgraven, waarin goud, paarden en sieraden zijn gevonden. Vrouwen en gevolg, alsmede paarden, werden daarbij ook gedood en bijgezet in deze graven. Ze maakten mozaïeken in een herkenbare stijl met dieren en paarden en later met griffioenen en planten. Ze gebruikten scherpe lijnen die de vlakken afschermden en zo een spanning opwekken. Ook hebben ze de jagersmotieven uit de steentijd overgenomen in gouden en bronzen mallen.

## Taal
Van de Scythische (ofwel Scytho-Sarmatische) taal of talen is zeer weinig bekend.
De enige bronnen zijn:
- een paar zeer korte inscripties
- overgeleverde persoonsnamen
- geografische namen waarvan een Scythische oorsprong vermoed wordt

Ook wordt er door de meeste geleerden van uitgegaan dat het moderne Ossetisch via het Alaans althans deels teruggaat op een Scythisch dialect.
Deze bronnen wijzen op een Oost-Iraanse taal (Indo-Europees). Het is echter niet onmogelijk dat er onder de volkeren met een Scythische cultuur ook andere talen gesproken zijn.
Chronologisch onderscheidt men wel:
- Scythisch (ca. 800-300 BC), hoofdzakelijk bekend van klassieke Griekse auteurs
- Sarmatisch (ca. 300 vC - 400 nC), hoofdzakelijk bekend uit Hellenistische en Romeinse inscripties
- Alaans (ca. AD 400-1000), hoofdzakelijk bekend van Byzantijnse Griekse auteurs

## Klassieke bronnen

### Herodotus

#### Oorsprong
Herodotus geeft drie versies van de oorsprong van de Scythen (Historiën, Boek IV, 5-12):
- De traditie volgens de Scythen zelf. Ze zouden de jongste van alle naties zijn. Targitaüs was de eerste man die er woonde, ervoor was het gebied een woestenij zonder inwoners. Targitaüs was het kind van Zeus en een dochter van de Borysthenes (Dnjepr). Targitaüs kreeg drie zonen: Leipoxais, Arpoxais en Colaxais, de jongste. Tijdens hun heerschappij vielen een gouden ploeg, een gouden juk, een gouden strijdbijl en een gouden drinkbeker uit de hemel. Alleen toen de jongste de gouden voorwerpen opnam, doofde het vuur dat ze uitstraalden. Daarom werd Colaxais koning van het hele rijk. Van Leipoxais kwamen de Auchatae, van Arpoxais (de middelste broer) de Catiari en Traspiërs en van Coalaix de Koninklijke Scythen of Paralatae. Samen werden ze de Scoloti genoemd, naar een van hun koningen. Er zouden 1000 jaar zijn verlopen tussen Targitaüs, hun eerste koning en Darius' invasie. Het goud werd bewaakt door een speciaal aangestelde wachter, die er een stuk land voor kreeg zo groot als waar hij met een paard in een dag omheen kon rijden. Colaxais verdeelde zijn koninkrijk onder zijn drie zonen. Een van de rijken was het grootst en daar werd het goud bewaard. In het noorden zou Scythia door 'veren' aan het zicht worden onttrokken. Later verklaart Herodotus dat het hier om sneeuw moet gaan.
- De Griekse versie. Heracles dreef vanuit het westen de koeien van Geryon oostwaarts en kwam in het land, waar later de Scythen zouden wonen. Geryon leefde buiten de Pontus (Euxinus, Zwarte Zee) op een eiland, dat de Grieken Erytheia noemden, bij Gades (Cadiz), voorbij de Zuilen van Heracles (Straat van Gibraltar) in de (Atlantische) Oceaan. Heracles viel door de storm en kou in slaap en merkte niet de verdwijning van de merries, die zijn wagen hadden getrokken en die hij had losgekoppeld om te grazen. Wakker geworden ging Heracles naar zijn paarden op zoek en kwam bij een grot in het 'Bosland (Hylaea). De grot werd bewoond door een vrouw met het onderlijf van een slang. Heracles zou van haar zijn paarden terugkrijgen als hij haar zou beminnen. De vrouw werd zwanger van drie zonen. Heracles wilde vertrekken toen hij zijn paarden ten slotte terugkreeg, waarop zij hem vroeg wat zij moest doen met de zonen als ze waren geboren en volwassen waren geworden. Heracles antwoordde dat alleen diegene in het land mocht blijven, die zijn eigen boog kon spannen en zijn gordel, met een drinkbeker aan de gesp, kon dragen. De andere twee moesten het gebied verlaten. Hie liet zijn boog en gordel bij haar achter. Ze noemde haar zonen Agathyrsus, Gelonus en Scythes. Scythes was de jongste en de enige die slaagde voor de test. Van Scythes stamden de koningen van Scythia en sindsdien droegen de Scythen een drinkbeker aan hun gordel.
- De versie, die Herodotus zelf het meest geloofwaardig vindt. De rondreizende Scythen verbleven ooit in Asia, waar ze oorlog voerden met de Massagetae, de strijd verloren en de Araxes (Wolga) overstaken en het land van Cimmeria binnendrongen (vandaar nog de naam Krim). Scythia was voorheen het land van de Cimmeriërs. De Cimmeriërs, die het er onderling niet over eens waren wat te doen met de aanstaande inval van de Scythen, besloten onderling te strijden, waarbij de 'Koninklijke stam' het leven liet en in het land, bij de rivier Tyras (Dnjestr), werd begraven. De partij, die er toch al voor gekozen had om te vertrekken, en dat was de reden geweest voor hun geschil met de Koninklijke stam, ontvluchtten hun land voor de binnenvallende Scythen en trokken Asia binnen. De Cimmeriërs bouwden een nederzetting, waar later de Griekse stad Sinope zou verrijzen. De Scythen achtervolgden de wegtrekkende Cimmeriërs, maar namen de verkeerde route en vielen zo Media binnen.

Volgens Aristeas, de dichter, woonden boven de Issedonen de Arimaspi (eenogigen), daar voorbij de griffioenen die goud bewaken en de Hyperboreërs. De Arimaspen zouden het land van de Issedonen hebben ingenomen, de Issedonen het gebied van de Scythen, waarop de Scythen het land van de Cimmeriërs binnenvielen (IV,13).

#### Volkeren
Herodotus noemt verschillende volkeren in het gebied: ten westen van de Borysthenes, langs de loop van de rivier Hypanis (Zuidelijke Boeg) de Callipedae (Graeco-Scythisch), meer in het binnenland de Alazoniërs en verder de Neuri. Over de Borysthenes ligt Hylaea en daar voorbij wonen de Borysthenites, die zichzelf de Olbiopolites noemen. Hun land strekt zich in het oosten uit tot aan de rivier Panticapes. Voorbij de Panticapes leven de rondtrekkende Scythen, die niet ploegen of zaaien, tot de rivier Gerrhus (Molotsjna) in het oosten. Voorbij de Gerrhus is het Koninklijke gebied, waar de grootste en dapperste Scythische stammen wonen. Hun land strekt zich zuidwaarts uit tot Taurica, oostwaarts tot Cremni (de kliffen), het handelscentrum aan de Palus Maeotis (Zee van Azov) en deels tot de rivier Tanais (Don). Ten noorden van de Koninklijke Scythen leven de Melanchlaeni (zwarte gewaden). Voorbij de Tanais eindigt Scythia, waar de Sauromaten en daarboven de Budini leven en verder de Thyssagetae en Iyrcae. Aan de voet van de Oeral leven de 'heilige', kale Argippaeërs. Ten oosten van hen wonen de Issedonen en het verder gelegen gebied is onbekend en alleen de Issedonen doen verslag van de eenogige mensen, de Arimaspen (van het Scythisch arima, een en spu, oog) en griffioenen, die goud bewaken.

#### Rivieren
Dan noemt Herodotus de acht grote rivieren van Scythië: de Ister (Donau), de Tyras, de Hypanis, de Borysthenes, de Panticapes, de Hypacyris, de Gerrhus en de Tanais.

#### Godsdienst
Herodotus zegt over de godsdienst van de Scythen het volgende. De Scythen vereren bovenal Tabiti (Hestia), daarnaast Papoeus (Zeus) en Apia (Ge), Zeus' vrouw, Oetosyrus (Apollo), Artimpasa (Hemelse Aphrodite), Heracles en Ares. De Koninklijke Scythen offeren daarbij ook aan Thamimasada (Poseidon). Ze gebruiken geen afbeeldingen, altaren of tempels, behalve voor de verering van Ares (de oorlogsgod). Ares heeft in ieder district een tempel. Dieren, vooral paarden, worden geofferd. Ze worden gewurgd en hun vlees wordt gekookt (IV, 59-61). Scythië is vol waarzeggers.

#### Oorlog
In de oorlog worden de gevallen tegenstanders onthoofd en gescalpeerd. Scalps worden aan elkaar genaaid en er worden zo mantels van gemaakt. De afgestroopte rechterarm van vijanden kan als pijlenkoker dienen. Van schedels worden drinkbekers gemaakt.

#### Koningstombes
De tombes van de koningen zijn in het land van de Gerrhi, waar de Borysthenes het eerst bevaarbaar is. Voor de overleden koning wordt een groot, vierkant graf gegraven. Dan wordt de buik van de koning geopend, van binnen schoongemaakt, gevuld met kruiden, dichtgenaaid en het lichaam met was bestreken en op een wagen geplaatst en langs alle Scythische stammen gereden. De wagen keert terug in het land van de Gerrhi, het meest afgelegen van alle districten. Het lichaam wordt op een matras in het uitgegraven graf gelegd. Aan elke kant wordt een speer in de grond gestoken met latten erboven en twijgen als dak. Rond de koning worden zijn concubines begraven, nadat ze zijn gewurgd en ook zijn bekerdrager, kok, stalknecht, bediende en boodschapper, enige paarden, eerstelingen van zijn andere bezittingen en enige gouden bekers. Daarna wordt er een zo hoog mogelijke grafheuvel boven opgericht. Na een jaar worden 50 van zijn beste, jonge dienaren, samen met 50 paarden, gewurgd. Hun buik wordt geopend, schoongemaakt, gevuld en dichtgenaaid. Palen worden in paren in de grond geslagen en boven elk paar palen de velg van een half wiel. Elk paard wordt van staart tot nek gespietst en boven de halve wielen geplaatst, zodat de benen van de paarden in de lucht hangen. De paarden krijgen een bit in en de teugels worden vóór het paard aan een stok vastgemaakt. De gedode dienaren worden op dezelfde wijze gespietst en deze paal wordt zo door de paal door de paarden gestoken, dat ze ruiters worden. De 50 ruiters worden zo rond de grafheuvel opgesteld en achtergelaten.